# Sandro Daumiro da Silva
Sandro Daumiro da Silva (Joinville, 7 de fevereiro de 1976) é um político brasileiro.
Filho de Ademir Daulécio da Silva e de Fátima Maria da Silva. Casou com Alessandra Mohr da Silva.
Nas eleições gerais no Brasil em 2010 foi candidato a deputado estadual para a Assembleia Legislativa de Santa Catarina (ALESC) pelo Partido Popular Socialista (PPS), obtendo 18.094 votos e ficou na posição de primeiro Suplente do seu partido, foi convocado e tomou posse na 17ª Legislatura (2011-2015), durante licença do deputado Altair Guidi, e exerceu funções em 2012, 2013 e 2014. Foi o primeiro homem negro a assumir mandato na ALESC, tendo sido a primeira mulher Antonieta de Barros.